# Poças de Vicente Dias (Calheta)
As Poças de Vicente Dias são uma formação geológica costeira portuguesa, localizada na Baía de Simão Dias ao lugar da Fajã Grande e concelho da Calheta, costa Sul da ilha de São Jorge, Açores.
Localizam-se a cerca de 2 quilómetros da Vila da Calheta, e tem como fundo a ilha do Pico e a ilha do Faial no outro lado do canal da ilha de São Jorge. Trata-se de piscinas naturais que se caracterizam por serem uma zona balnear formada por escorrimentos lavicos antigos sobre os quais houve depósitos de outros materiais terraformantes também de origem vulcânica como piroclástos e cinzas.
Trata-se portanto de um zona onde é possível ver e estudar as diferentes erupções vulcânicas dada a exposição das diferentes camadas geológicas.
Este materiais ao atingirem a orla marítima e pelo efeito da erosão das ondas deram origem a variadas formações que consistem, sobretudo, em piscinas, de pedra basáltica de cor cinza com as restantes camadas de substratos, piroclástos, e cinzas com origem em antigas erupções ou aluviões originados por chuvas intensas no cimo das montanhas sobreposto na rocha basáltica mais antiga.
Dada a fraca presença de areais, a água marinha que preenche estas piscinas apresenta-se extremamente límpida e cristalina. Toda a costa envolvente é frequentemente utilizada para a pratica de mergulho com e sem escafandro.
Nas imediações destas piscinas naturais encontra-se o Parque de Campismo da Calheta situado a 30 metros do mar.